# Pétroglyphes de Pusharo
Les pétroglyphes de Pusharo sont un ensemble de motifs gravés dans des parois rocheuses à l'ouest de l'Amazonie, au Pérou, il y a plusieurs siècles. Ils représentent des formes évoquant des hommes, des serpents, des félins mais aussi des motifs géométriques et astronomiques. Leurs auteurs et leur signification initiale restent à ce jour largement méconnus.

## Localisation
Le site de Pusharo se situe au sud-est du Pérou, dans la Région de Madre de Dios, au sud-est de la zone réservée du Parc national de Manú. Autochtones, archéologues et touristes  y accèdent depuis le Río Madre de Dios, un affluent de l'Amazone, en remontant la rivière Palotoa jusqu'aux monts Pantiacolla.

## Description
Les pétroglyphes de Pusharo sont répartis sur trois sites espacés de quelques dizaines de mètres, de part et d'autre d'une rivière en pleine jungle.
- le secteur A est le site principal, avec une surface gravée de plus de 20 m de long sur 4 m de haut, et des dizaines de gravures, parmi lesquelles les motifs les plus emblématiques : visages ou masques d'humains ou d'animaux
- le secteur B mesure environ 5 m par 1,5 m, et diffère du précédent par des motifs plus rectilignes
- le secteur C, situé sur l'autre rive, est le moins lisible du fait de sa submersion partielle et de l'humidité qui en découle.

## Histoire
La submersion périodique du site par la rivière emporte les matières organiques autour des pétroglyphes, rendant leur datation par le carbone 14 impossible. On estime donc que les pétroglyphes les plus anciens du site pourraient dater de la période formative (entre 2000 et 200 avant notre ère), et les plus récents de l'Empire inca (jusqu'au début du XVIe siècle).
En 1921, le missionnaire dominicain Vicente de Cenitagoya est le premier à mentionner par écrit l'existence de ces pétroglyphes, qu'il a trouvés grâce aux renseignements d'un seringueiro et à ses guides matsigenka.
Le site est ensuite visité par plusieurs expéditions, qui aboutissent en janvier 2003 à son classement par l'Institut National de la Culture péruvien comme patrimoine culturel de la nation.
En 2015, la Banque centrale de réserve du Pérou a créé une pièce de 1 nouveau sol représentant quelques-uns des pétroglyphes de Pusharo, dans le cadre de la série numismatique « richesse et fierté du Pérou ». A l'occasion de la 7ème Convention internationale de numismatique organisée à Buenos Aires en 2016, cette pièce a gagné le prix « LatiNum » pour l'année 2014-2015 dans la catégorie des monnaies en circulation.

## Interprétations
Vicente de Cenitagoya avait cru reconnaître dans les motifs gravés des scènes bibliques, interprétation rejetée par tous les observateurs ultérieurs, y compris dominicains.[source insuffisante]
Un certain nombre d'archéologues s'accordent pour attribuer ces gravures à une société amazonienne plutôt qu'à des Quechuas de l'Empire inca, mais cette dernière hypothèse est toujours soutenue en raison d'artefacts incas retrouvés en aval et des légendes sur un trésor caché à l'arrivée des conquistadors. Rien ne permet d'affirmer que toutes les gravures datent de la même époque.